# Episodi di Maggie & Bianca Fashion Friends (terza stagione)
La terza stagione della serie televisiva Maggie & Bianca Fashion Friends è andata in onda su Rai Gulp alle ore 20:15 divisa in due parti: la prima parte è stata trasmessa dal 18 settembre al 26 settembre 2017; la seconda parte dal 26 novembre al 2 dicembre 2017.
| №  | Titolo                        | Prima TV          |
| -- | ----------------------------- | ----------------- |
| 1  | Anno nuovo, vita inaspettata! | 18 settembre 2017 |
| 2  | Al lavoro                     | 18 settembre 2017 |
| 3  | Magica infanzia               | 19 settembre 2017 |
| 4  | Consigli e bisbigli           | 19 settembre 2017 |
| 5  | Voci di corridoio             | 20 settembre 2017 |
| 6  | Punti di vista                | 20 settembre 2017 |
| 7  | Sii sempre te stesso!         | 21 settembre 2017 |
| 8  | Buon compleanno Bianca!       | 21 settembre 2017 |
| 9  | Sorprendere di gusto!         | 22 settembre 2017 |
| 10 | Non aprite quel pacco!        | 22 settembre 2017 |
| 11 | Un pigiama per sognare        | 25 settembre 2017 |
| 12 | Ottimismo in prestito         | 25 settembre 2017 |
| 13 | Scelte difficili!             | 26 settembre 2017 |
| 14 | Tradimenti e pentimenti       | 26 novembre 2017  |
| 15 | Ritorno al profumo            | 27 novembre 2017  |
| 16 | In copertina                  | 27 novembre 2017  |
| 17 | Nessuno è perfetto!           | 28 novembre 2017  |
| 18 | Sulle tracce del mistero      | 28 novembre 2017  |
| 19 | Un ospite indesiderato!       | 29 novembre 2017  |
| 20 | Zen e marionette!             | 29 novembre 2017  |
| 21 | Segreti di carta              | 30 novembre 2017  |
| 22 | Corsa contro il tempo!        | 30 novembre 2017  |
| 23 | Una scenografia professionale | 1 dicembre 2017   |
| 24 | La principessa e il rospo!    | 1 dicembre 2017   |
| 25 | Una scelta alternativa        | 2 dicembre 2017   |
| 26 | Credere all'incredibile!      | 2 dicembre 2017   |
| 27 | "Maggie e jaques "            | 14 dicembre 2020  |